# Rejon birski
Rejon birski (ros. Бирский район) –- jeden z 54 rejonów w Baszkortostanu. Stolicą regionu jest Birsk.
100% populacji stanowi ludność wiejska, ponieważ w regionie nie ma żadnego miasta.